# Büdelsdorf
Büdelsdorf é uma cidade da Alemanha localizada no distrito de Rendsburg-Eckernförde, estado de Schleswig-Holstein.